# Andrés Molteni
Andrés Molteni (ur. 15 marca 1988 w Buenos Aires) – argentyński tenisista, reprezentant kraju w Pucharze Davisa, olimpijczyk z Tokio (2021) i Paryża (2024).

## Kariera tenisowa
Karierę tenisową Molteni rozpoczął w 2003 roku.
W rozgrywkach z cyklu ATP Tour Molteni wygrał osiemnaście turniejów z dwudziestu siedmiu rozegranych finałów.
Od września 2017 reprezentant Argentyny w Pucharze Davisa.
Dwukrotnie zagrał na igrzyskach olimpijskich w konkurencji debla, w Tokio (2020) i Paryżu (2024), przegrywając w pierwszych rundach. 
W rankingu gry pojedynczej Argentyńczyk najwyżej był na 181. miejscu (9 maja 2011), a w klasyfikacji gry podwójnej na 7. pozycji (21 sierpnia 2023).

### Finały w turniejach ATP Tour
| Legenda                                      |
| -------------------------------------------- |
| Wielki Szlem                                 |
| Igrzyska olimpijskie                         |
| Tennis Masters Cup / ATP Finals              |
| ATP Masters Series / ATP Tour Masters 1000   |
| ATP International Series Gold / ATP Tour 500 |
| ATP International Series / ATP Tour 250      |

#### Gra podwójna (18–9)
| Końcowy wynik | Nr  | Data                 | Turniej        | Nawierzchnia  | Partner           | Przeciwnicy                                    | Wynik finału         |
| ------------- | --- | -------------------- | -------------- | ------------- | ----------------- | ---------------------------------------------- | -------------------- |
| Finalista     | 1.  | 1 maja 2016          | Stambuł        | Ceglana       | Diego Schwartzman | Flavio Cipolla Dudi Sela                       | 3:6, 7:5, 7–10       |
| Zwycięzca     | 1.  | 7 sierpnia 2016      | Atlanta        | Twarda        | Horacio Zeballos  | Johan Brunström Andreas Siljeström             | 7:6(2), 6:4          |
| Zwycięzca     | 2.  | 27 maja 2017         | Lyon           | Ceglana       | Adil Shamasdin    | Marcus Daniell Marcelo Demoliner               | 6:3, 3:6, 10–5       |
| Zwycięzca     | 3.  | 23 lipca 2017        | Umag           | Ceglana       | Guillermo Durán   | Marin Draganja Tomislav Draganja               | 6:3, 6:7(4), 10–6    |
| Zwycięzca     | 4.  | 18 lutego 2018       | Buenos Aires   | Ceglana       | Horacio Zeballos  | Juan Sebastián Cabal Robert Farah              | 6:3, 5:7, 10–3       |
| Finalista     | 2.  | 29 kwietnia 2018     | Budapeszt      | Ceglana       | Matwé Middelkoop  | Dominic Inglot Franko Škugor                   | 7:6(8), 1:6, 8–10    |
| Zwycięzca     | 5.  | 4 sierpnia 2018      | Kitzbühel      | Ceglana       | Roman Jebavý      | Daniele Bracciali Federico Delbonis            | 6:2, 6:4             |
| Zwycięzca     | 6.  | 10 lutego 2019       | Córdoba        | Ceglana       | Roman Jebavý      | Máximo González Horacio Zeballos               | 6:4, 7:6(4)          |
| Finalista     | 3.  | 19 października 2019 | Moskwa         | Twarda (hala) | Simone Bolelli    | Marcelo Demoliner Matwé Middelkoop             | 1:6, 2:6             |
| Finalista     | 4.  | 9 lutego 2020        | Córdoba        | Ceglana       | Leonardo Mayer    | Marcelo Demoliner Matwé Middelkoop             | 3:6, 6:7(4)          |
| Finalista     | 5.  | 10 kwietnia 2021     | Cagliari       | Ceglana       | Simone Bolelli    | Lorenzo Sonego Andrea Vavassori                | 3:6, 4:6             |
| Zwycięzca     | 7.  | 26 września 2021     | Nur-Sułtan     | Twarda (hala) | Santiago González | Jonathan Erlich Andrej Wasileuski              | 6:1, 6:2             |
| Zwycięzca     | 8.  | 13 listopada 2021    | Sztokholm      | Twarda (hala) | Santiago González | Aisam-ul-Haq Qureshi Jean-Julien Rojer         | 6:2, 6:2             |
| Zwycięzca     | 9.  | 6 lutego 2022        | Córdoba        | Ceglana       | Santiago González | Andrej Martin Tristan-Samuel Weissborn         | 7:5, 6:3             |
| Zwycięzca     | 10. | 13 lutego 2022       | Buenos Aires   | Ceglana       | Santiago González | Fabio Fognini Horacio Zeballos                 | 6:1, 6:1             |
| Finalista     | 6.  | 2 października 2022  | Tel Awiw-Jafa  | Twarda (hala) | Santiago González | Rohan Bopanna Matwé Middelkoop                 | 2:6, 4:6             |
| Zwycięzca     | 11. | 16 października 2022 | Gijón          | Twarda (hala) | Máximo González   | Nathaniel Lammons Jackson Withrow              | 6:7(6), 7:6(4), 10–5 |
| Finalista     | 7.  | 30 października 2022 | Wiedeń         | Twarda (hala) | Santiago González | Alexander Erler Lucas Miedler                  | 3:6, 6:7(1)          |
| Zwycięzca     | 12. | 12 lutego 2023       | Córdoba        | Ceglana       | Máximo González   | Sadio Doumbia Fabien Reboul                    | 6:4, 6:4             |
| Zwycięzca     | 13. | 26 lutego 2023       | Rio de Janeiro | Ceglana       | Máximo González   | Juan Sebastián Cabal Marcelo Melo              | 6:1, 7:6(3)          |
| Zwycięzca     | 14. | 23 kwietnia 2023     | Barcelona      | Ceglana       | Máximo González   | Wesley Koolhof Neal Skupski                    | 6:3, 6:7(8), 10–4    |
| Zwycięzca     | 15. | 6 sierpnia 2023      | Waszyngton     | Twarda        | Máximo González   | Mackenzie McDonald Ben Shelton                 | 6:7(4), 6:2, 10–6    |
| Zwycięzca     | 16. | 20 sierpnia 2023     | Cincinnati     | Twarda        | Máximo González   | Jamie Murray Michael Venus                     | 3:6, 6:1, 11–9       |
| Zwycięzca     | 17. | 11 lutego 2024       | Córdoba        | Ceglana       | Máximo González   | Sadio Doumbia Fabien Reboul                    | 6:4, 6:1             |
| Zwycięzca     | 18. | 21 kwietnia 2024     | Barcelona      | Ceglana       | Máximo González   | Hugo Nys Jan Zieliński                         | 4:6, 6:4, 11–9       |
| Finalista     | 8.  | 13 października 2024 | Szanghaj       | Twarda        | Máximo González   | Wesley Koolhof Nikola Mektić                   | 4:6, 4:6             |
| Finalista     | 9.  | 2 marca 2025         | Santiago       | Ceglana       | Máximo González   | Nicolás Barrientos Rithvik Choudary Bollipalli | 3:6, 2:6             |